# Melaku Worede
Melaku Worede (né en avril 1936 à Addis-Abeba en Éthiopie et mort le 31 juillet 2023) est un généticien éthiopien, lauréat du prix Nobel alternatif en 1989.

## Biographie
Melaku Worede obtient un doctorat en agronomie (génétique et reproduction) à l’Université du Nebraska aux États-Unis. Rentré en Éthiopie, il s’engage dans l’organisation du Centre de ressources génétiques végétales à Addis-Abeba, dont il devient le directeur en 1979. Il conserve ce poste jusqu’à sa retraite en 1993, puis fonde le Seeds of Survival Programme d’Éthiopie avec le support d’ONGs canadiennes menées par l'Unitarian Service Committee (États-Unis/Canada).
L’Éthiopie constitue en effet l’un des huit centres mondiaux de biodiversité, existant à travers le monde, identifié par Nikolaï Vavilov.
C’est cette grande biodiversité – aujourd’hui menacée par la sécheresse et les méthodes d’agriculture moderne - que Melaku Worede cherche à préserver. De plus, le Plant Genetic Resources Centre (PGRC) essaye d’établir des  '’strategic seed reserves'’ (réserves stratégiques de graines) des variétés traditionnelles qui pourraient être délivrées aux paysans en période de sécheresse ou lorsqu’aucun autre type d’agriculture ne peut prospérer. En quelques années, Melaku Worede et son équipe ont récolté et préservé une partie considérable des ressources génétiques d'Éthiopie. Ce n'est pas seulement l’un des établissements les plus évolués de ce genre en Afrique, mais l’un des premiers systèmes au monde de conservation du patrimoine génétique. Melaku Worede a développé cette institution à l’aide d’une équipe entièrement éthiopienne, formant ainsi une nouvelle génération de généticiens en Éthiopie.
Melaku Worede, devenu conseiller scientifique du programme Seeds of Survival, joue aujourd’hui un rôle clé dans la promotion de ces travaux en Afrique et en Asie. 
Melaku Worede a été le premier président du Comité africain du Plant and Genetic Resources et a contribué à la mise en place du Réseau africain pour la biodiversité. Il a été président de la Commission sur les ressources génétiques végétales de l’Organisation des Nations unies pour l'alimentation et l'agriculture.
Il a été membre du bureau de l'International Plant Genetic Resources Institute de la FAO et du Rural Advancement Foundation International aux États-unis. En 2008, la National Green Award Foundation récompense Melaku Worede pour l'importance de sa contribution internationale (Outstanding International Contribution Award).
Melaku Melaku apparaît dans le film Seeds of Freedom (sorti en juin 2012) produit par la Fondation Gaia et le Réseau africain pour la biodiversité.